# Świstunka leśna
Świstunka leśna (Rhadina sibilatrix) – gatunek niewielkiego ptaka wędrownego z rodziny świstunek (Phylloscopidae), wcześniej zaliczany do pokrzewkowatych (Sylviidae).

## Występowanie
Zamieszkuje nieomal wyłącznie Europę poza Półwyspem Iberyjskim, częścią Włoch i Bałkanów (choć przelatuje nad tymi regionami w drodze na zimowiska w Afryce równikowej) i większością Półwyspu Skandynawskiego. W Anglii i Włoszech jest bardzo rzadki. Występuje wyspowo na Kaukazie i nad Jordanem. To ptak wędrowny na dalekie dystanse – przeloty IV–V i VIII. Zimuje w Afryce równikowej na południe od Sahary. To jeden z niewielu gatunków, które w ostatnich dekadach poszerzają swój areał lęgowy. Nowe stanowiska pojawiają się w północnej i północno-zachodniej Europie, na wschodzie kontynentu coraz szerzej występuje wokół Uralu i w zachodniej Syberii.
W Polsce liczny ptak lęgowy (lokalnie może być bardzo liczny). Według szacunków Monitoringu Pospolitych Ptaków Lęgowych, w latach 2013–2018 krajowa populacja świstunki leśnej liczyła 1 169 000 – 1 561 000 par lęgowych. Spotkać ją można w całym kraju, a w górach do wysokości 1200 m n.p.m. Nie jest tak pospolita jak piecuszek i pierwiosnek. W wielu leśnych biotopach należy do najliczniejszych gatunków ptaków. Maksymalne zagęszczenie sięgało 9 par lęgowych na 10 ha powierzchni. Przeważnie jednak w uboższych zagospodarowanych lasach zagęszczenie waha się od jednej do kilku par. Do Polski przylatuje od połowy kwietnia do połowy maja. Zaczyna odlatywać już pod koniec lipca, do pierwszych dni września. Nie zimuje w kraju.

## Taksonomia
Gatunek po raz pierwszy opisał w 1793 roku niemiecki przyrodnik Johann Matthäus Bechstein, nadając mu nazwę Motacilla Sibilatrix. Jako miejsce typowe odłowu holotypu Bechstein wskazał góry Turyngii w Niemczech.
Jest to gatunek monotypowy.
Część systematyków zalicza świstunkę leśną do rodzaju Phylloscopus.

## Charakterystyka

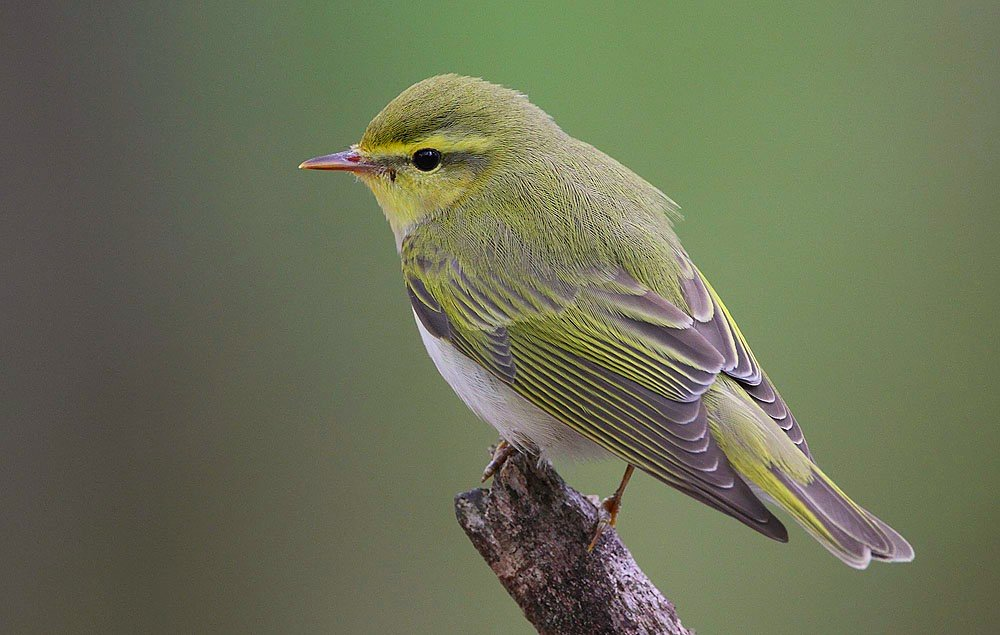
Świstunka leśna

### Cechy gatunku
Ptak o smukłej i drobnej sylwetce. Obie płci ubarwione jednakowo, ale młode są bardziej matowe. Wierzch ciała zielonkawożółty, spód czysto biały. Podgardle, pierś i brew nad okiem intensywnie siarkowożółte. Żółta brew nad okiem jest wyraźna, szeroka i biała z przodu, a płowa za okiem. Przez oko przebiega ciemny pasek. Większa od bardzo podobnego piecuszka, ma proporcjonalnie dłuższe skrzydła i krótszy ogon. Po skrzydłach ornitolodzy niezawodnie są ją w stanie odróżnić od piecuszka i pierwiosnka – druga pierwszorzędowa lotka jest dłuższa niż piąta, a pierwsza wyraźnie krótsza niż pokrywy skrzydeł. Nogi jasne, żółtobrązowe. Obserwuje się osobniki, które odróżniają się od typowej charakterystyki – niektóre mają bardziej szary wierzch ciała i mniej intensywną żółtą barwę na piersi.
Bardzo ruchliwy, choć ostrożny ptak i trudny w obserwacji, bo przebywający w głębi koron i w ich cieniu. Świstunka dzięki bardziej wielobarwnym piórom, połyskującej żółtej barwie, żółtym podgardlu i piersi, białemu brzuchowi jest łatwiej rozróżnialna w terenie niż pokrewne gatunki omawianej rodziny. Cechy upierzenia są widoczne nawet z daleka. Przy obrączkowaniu ornitolodzy porównują również kształt lotek pierwiosnków, piecuszków i świstunek. U ptaka kontrolowanego w ręku, w okresie godowym możliwe jest także rozróżnienie płci. Samiec świstunki ma bardziej wystającą kloakę, a samica nagą pierś i brzuch, co widać po delikatnym rozdmuchaniu piór na spodniej części ciała. Jest to tzw. plama lęgowa, występująca u wielu gatunków ptaków. Jej rolą jest ścisłe przyleganie ciała do jaj w trakcie wysiadywania, a to ułatwia ogrzewanie jaj.

### Śpiew
Prosty, przyspieszające i powtarzane coraz szybciej dźwięczne wysokie „ip-sip-sip... sirrr” kończone metalicznym trelem. Usłyszeć ją można nie tylko w czasie toków, ale i krótkich lotach pomiędzy gałęziami.

### Wymiary średnie
długość ciała12–13 cm

rozpiętość skrzydeł19 cm

### Masa ciała
ok. 10 g

## Biotop
Świstunka to ptak bardziej ciepłolubny niż pierwiosnek czy piecuszek, co przekłada się tym samym na późne przyloty. Jest również w porównaniu z nimi bardziej wymagająca w stosunku do zajmowanego środowiska. Zasiedla dojrzałe wysokie lasy liściaste (dębowe i brzozowe) i mieszane (tylko sporadycznie iglaste, bory), z dobrze rozwiniętymi, zwartymi koronami drzew, a niezbyt gęstym podszytem, warstwą ziół i runem, o umiarkowanej wilgotności i dużym zacienieniu. Spotkać ją można na nizinach i pogórzu, zwłaszcza w lasach bukowych, a unika chłodniejszych, wyżej położonych terenów górskich. Nie zasiedla też zwykle miejskich parków.

## Okres lęgowy

### Toki
Świstunki przylatują na lęgowiska późno – w kwietniu lub na początku maja, jest to najpóźniej ze wszystkich świstunek. Okres lęgowy kończy się pod koniec sierpnia lub we wrześniu, kiedy to odlatują na zimowiska, w tym okresie ptaki widywane są sporadycznie. Gdy samiec tokuje, wykonuje charakterystyczny lot, któremu towarzyszy śpiew. Wpada on w ucho i składa się z szeregu coraz szybciej powtarzanych wysokich „sib sib”, które kończy się ostrym terkotliwym „sirr”. Siedzi zwykle wtedy na dolnej gałęzi drzewa i jest dobrze widoczny. 

Pary są zwykle monogamiczne, choć gdy pierwsza partnerka danego samca rozpoczyna lęg, ten może znaleźć sobie drugą. Terytorium świstunek jest zwykle większe niż te zajmowane przez inne pokrewne gatunki. Może rozciągać się na odległość 60–80 m od gniazda.

### Gniazdo

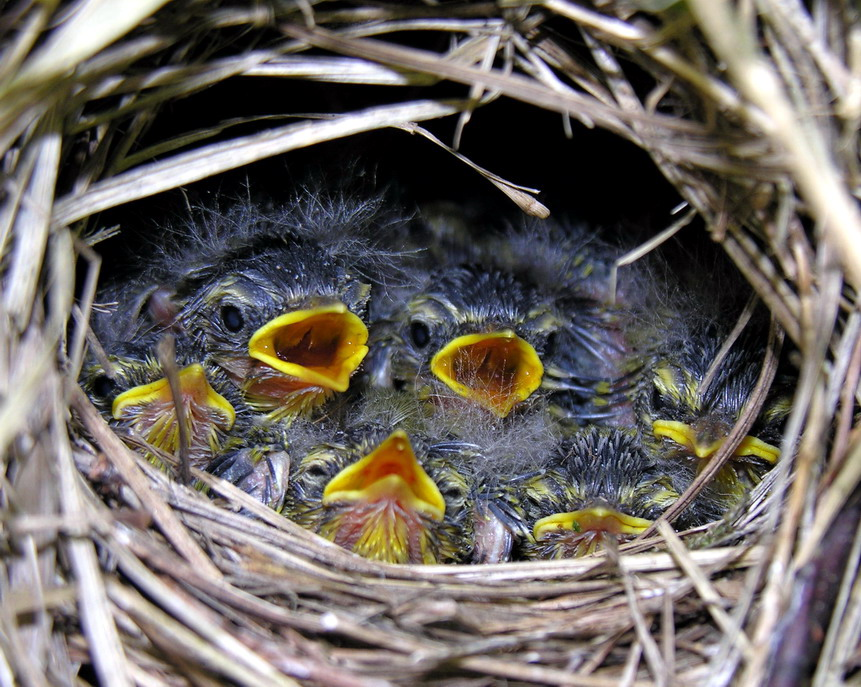
Pisklęta świstunki leśnej

Na miejsce lęgowe wyszukuje stanowiska z ubogą roślinnością, choć wystarczającą, aby je ukryć. Zbudowane z trawy, mchu i suchych liści, tuż nad ziemią lub bezpośrednio na niej, w gęstej trawie, krzewie maliny lub jeżyny, czyli podszyciu złożonym z krzewów i bylin, bardzo dobrze ukryte pod roślinnością, suchymi liśćmi i trawą. Czasem ulokowane jest na skarpie. Podobnie jak u innych przedstawicieli tego rodzaju, ma kształt skomplikowanie ułożonej kuli z otworem z boku (od góry gniazdo jest przykryte). Wyścielone jest suchą trawą, ale nigdy piórami w przeciwieństwie do wyściółki u piecuszków i pierwiosnków. Ptak wyróżnia się dużą zręcznością w budowie. Zbudowanie gniazda zajmuje samicy zwykle jedynie kilka dni.

### Jaja

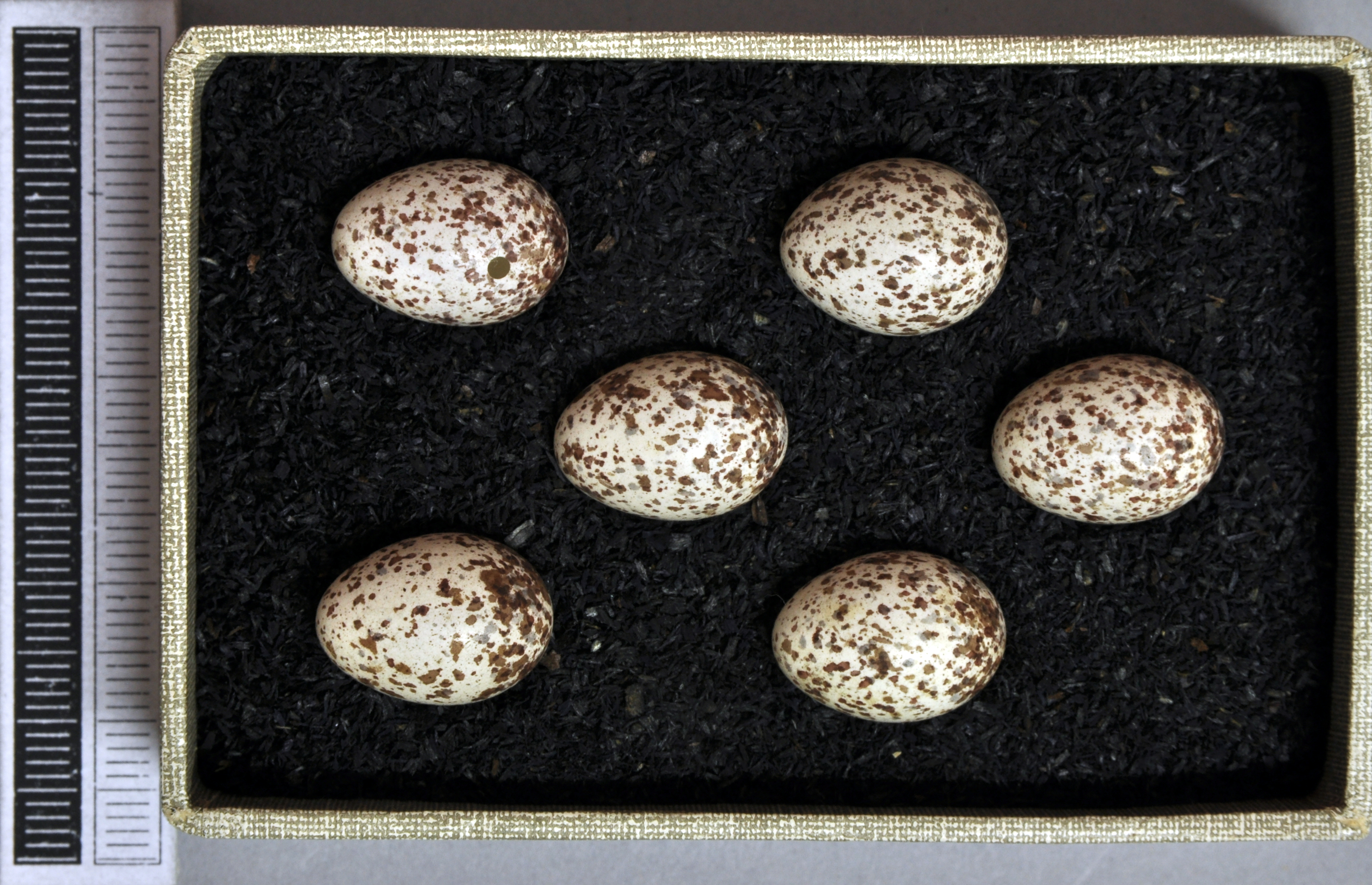
Jaja z kolekcji muzealnej

Wyprowadza jeden lub dwa lęgi w roku, z czego pierwszy w drugiej połowie maja, a drugi w pierwszych dniach lipca. W zniesieniu 4–6 jaj o średnich wymiarach 15 × 12 mm, białych z gęstymi, dużymi, szarobrązowymi plamkami.

### Wysiadywanie i wychowywanie młodych
Od złożenia ostatniego jaja samica wysiaduje je przez ok. 12–13 dni. Pisklęta są karmione przez oboje rodziców owadami. Młode opuszczają gniazdo po 10–12 dniach. Przez kolejne 13 dni znajdują się jeszcze pod opieką ptaków dorosłych.
W oparciu o badania w Puszczy Białowieskiej udowodniono zależności sukcesu rozrodczego w okresie lęgowym świstunek leśnych z liczebnością myszy. Działa ona w ramach ekologicznych powiązań. W trakcie bardziej masowych pojawów myszy wiosną i latem dziki wyszukują gniazd tych gryzoni, ryjąc ściółkę leśną w poszukiwaniu ich młodych. Jednocześnie natrafiają na naziemne gniazda ptaków i zjadają gniazda oraz pisklęta. Bezpieczniejsza sytuacja dla świstunek ma miejsce w warunkach niskich liczebności myszy, bo dziki wtedy rezygnują z tej formy i źródła pozyskiwania pokarmu.

## Pożywienie

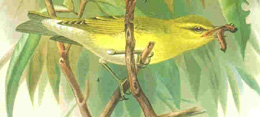
Owady w różnych stadiach rozwoju są głównym pokarmem świstunki leśnej

Głównie drobne, miękkie owady (w różnych stadiach rozwoju), pająki i inne bezkręgowce. W jesiennej diecie pojawiają się nasiona i owoce.
Najczęściej świstunki widuje się w środkowych częściach koron drzew i w ich dolnych, zacienionych partiach oraz jak przelatują pomiędzy dolnymi gałęziami sąsiadujących ze sobą drzew. Tam zbiera zdobycz z liści i drobnych gałęzi. Owady łapie też w trakcie trzepoczącego lotu (czasem nawet pościgu za owadem) pomiędzy gałęziami, kiedy to zdziobuje zarazem stawonogi ze spodniej strony liści. Rzadziej żeruje na ziemi. Gdy zdejmuje ofiarę z liścia, może na chwilę zawisać przed nim w powietrzu.

## Status i ochrona
IUCN uznaje świstunkę leśną za gatunek najmniejszej troski (LC, Least Concern) nieprzerwanie od 1988 roku. Liczebność światowej populacji, wstępnie obliczona w oparciu o szacunki organizacji BirdLife International dla Europy z 2015 roku, mieści się w przedziale 17–28 milionów dorosłych osobników. Globalny trend liczebności populacji uznawany jest za spadkowy.
Na terenie Polski świstunka leśna jest objęta ścisłą ochroną gatunkową. Na Czerwonej liście ptaków Polski została sklasyfikowana jako gatunek najmniejszej troski (LC).
Liczebność świstunki leśnej powoli spada na skutek fragmentaryzacji drzewostanów, które są naturalnym domem tych ptaków.